# Material

Kristallin respektive amorf struktur.

Material avser vanligen kemiskt ämne eller råämne som något framställs av, ibland även utrustning, där det senare ofta kallas materiel.
Ett material kan tillskrivas struktur och hållfasthet men inte form och kan vara såväl en solid, som vätska eller gas. Material består med andra ord av olika föreningar i kristallin struktur, amorf struktur eller en blandning av dessa. Kristallina material består av ordnade atomer till skillnad från amorfa som är oordnade.

## Indelning
Material kan delas in i grupper på flera sätt men ett vanligt sätt är att dela in i följande grupper: keramer, metaller och polymerer.

## Industri
Inom industri skiljer man på om ett material är bearbetat eller obearbetat inför en viss process. Obearbetade material kallas ofta för råvara eller råmaterial. Ett behandlat råmaterial kallas, trots processen, fortfarande för material. Ett exempel är järnmalm som är råmaterial vid tillverkning av järn, som i sin tur är material vid tillverkning av stål, som är material vid tillverkning av exempelvis stålplåt. Stålplåten kallas material i till exempel bilindustrin.

## Materiel
Ordet material skiljs ofta från materiel, som är saker för viss verksamhet. Exempelvis kontorsmateriel är pennor, blanketter, gaffelpärmar, skrivmaskiner etc.
Ny rekommendation från Institutet för språk och folkminnen är dock att genomgående använda ordet material, då det i många fall är svårt att dra någon tydlig gräns mellan de två ordens betydelse.

## Några viktiga materialgrupper
- Stål
- Betong
- Glas
- Gummi
- Metall
- Petroleum
- Plast
- Sten
- Textil
- Trä
- Vävnad

## Andra betydelser
Material kan också syfta på innehåll, alltså sådan information som levereras till en konsument.